# Philipp Katzler
Philipp Katzler (* 10. Oktober 1981 in Wien) ist ein ehemaliger österreichischer Fußballspieler, der heute unter anderem als -trainer tätig ist.
Sein jüngerer Bruder Mario (* 1984) und der Vater Wolfgang (* 1959) waren ebenfalls im Profifußball aktiv.

## Vereinskarriere

### Karrierebeginn bei der Austria
Philipp Katzler wurde am 10. Oktober 1981 in Wien geboren und begann seine Vereinskarriere im Juli 1988 als damals Sechsjähriger im Nachwuchsbereich des FK Austria Wien. Dort durchlief er in weiterer Folge sämtliche Nachwuchsspielklassen und besuchte – kurz vor der Gründung der Frank-Stronach-Akademie – zuletzt das Bundesnachwuchszentrum (BNZ), ehe er den Sprung in die zweite Mannschaft der Austria schaffte. Vermutlich bereits ab Ende der 1990er Jahre – erste nachweisbare Einsatzdaten Katzlers liegen erst ab der Saison 2000/01 vor – empfahl er sich über die in der drittklassigen Regionalliga Ost spielende Amateurmannschaft für die Profis. Zum ersten Mal bei einem Pflichtspiel im Profikader war der gebürtige Wiener am 15. Juli 2000 beim 2:2-Auswärtsremis seines Klubs gegen Ceahlăul Piatra Neamț in der dritten Runde des UI-Cups 2000, kam dabei jedoch nicht zum Einsatz. Die Austria kam in diesem Turnier bis ins Halbfinale und unterlag in diesem dem italienischen Erstligisten Udinese Calcio mit einem Gesamtergebnis von 0:3. Spätestens ab dem Frühjahr 2001 gehörte Katzler zum Stammaufgebot der Austria Amateure, für die er es über die gesamte Saison hinweg auf sieben Treffer bei 17 Ligaeinsätzen gebracht hatte. Während die Profis die Saison auf dem fünften Rang abgeschlossen hatten, beendeten die Amateure diese auf Rang 11.
Zur Saison 2001/02 wurde Katzler von Trainer Arie Haan von den Amateuren zu den Profis in die Bundesliga geholt. Bereits in der Saisonvorbereitung steuerte der Rechtsfuß bei neun Testspieleinsätzen vier Tore bei und gab nur wenige Tage, nachdem er in einem Testspiel gegen den FC Bayern München zum Einsatz gekommen war, sein Bundesligadebüt für die Austria. Der niederländische Coach setzte ihn am 18. Juli 2001 bei einer 2:3-Heimniederlage gegen den Grazer AK ab der 82. Spielminute als Ersatz für Vladimír Janočko ein. Bis Anfang November 2001 saß er – ab Mitte August unter dem neuen Trainerteam Walter Hörmann und Anton Pfeffer – in nahezu jedem weiteren Meisterschaftsspiel auf der Ersatzbank und kam von dieser auch immer wieder zum Einsatz. Am 25. August 2001 gelang ihm beim 1:0-Heimsieg über Schwarz-Weiß Bregenz seine erste Torvorlage im Profifußball. Am 1. Dezember 2001 machte er beim 2:1-Heimerfolg über den FC Kärnten einen weiteren Assist.
Nachdem zu Jahresbeginn Didi Constantini das Traineramt bei den Violetten übernommen hatte, fand Katzler kaum noch Berücksichtigung im Profikader. Zwar saß er immer wieder mal auf der Ersatzbank, kam von dieser jedoch im Frühjahr nur ein einziges Mal zu einem Kurzeinsatz. Unter Constantini beendete die Austria die Meisterschaft auf dem vierten Tabellenplatz, was einen Startplatz in der ersten Runde des UEFA-Pokals 2002/03 bedeutete. Im ÖFB-Cup 2001/02, in dem Katzler in dieser Saison ebenfalls seine beiden ersten Einsätze verzeichnen konnte, schied die Mannschaft im Achtelfinale gegen den SC Interwetten.com aus. Bei den Austria-Amateuren, mit denen er abermals nur knapp den Klassenerhalt geschafft hatte, war er allerdings auch kein Stammspieler und brachte es bei zehn Ligaeinsätzen auf ein Tor.

### Leihweiser Wechsel nach Untersiebenbrunn und Gang in den Amateurfußball
Noch bevor er mit der Austria in den Europa-Cup starten konnte, wurde Katzler, um weitere Spielpraxis zu sammeln, in der Sommerpause für die gesamte Saison 2002/03 an den Zweitligisten SC Interwetten.com nach Untersiebenbrunn verliehen. Bei den zu dieser Zeit von Helmut Kraft trainierten Niederösterreichern wurde der damals noch vermehrt in der Offensive eingesetzte Katzler neben Offensivkräften wie Christian Schandl, Gerald Krajic, Markus Aigner oder Peter Stöger als Stürmer eingesetzt, kam aber auch zu Einsätzen auf Mittelfeldpositionen. Als er es im Endklassement mit Untersiebenbrunn auf den vierten Tabellenplatz – nur vier Punkte Rückstand auf Vizemeister Leoben – gebracht hatte, war er in 29 Ligaspielen eingesetzt worden und hatte es dabei auf vier Treffer gebracht. Im ÖFB-Cup 2002/03 schied er mit der Mannschaft im Achtelfinale gegen die SV Ried aus. Nachdem im Juni 2003 noch eine längerfristige Verpflichtung des gebürtigen Wieners geplant und er zu dieser Zeit bereits im vorläufigen Kader von Heribert Weber an der Seite von Armin Hobel, Christian Schandl, Gerald Krajic und Harald Unverdorben gelistet war, kehrte Katzler in der Sommerpause doch wieder zur Austria zurück, wo er ab 2003/04 wieder bei den Amateuren in der Ostliga zum Einsatz kam. Unter der Vereinslegende Karl Daxbacher trat Katzler als einer der Stammakteure in Erscheinung und brachte es bis zur Winterpause auf 15 Meisterschaftseinsätze, in denen er zwei Treffer – ein Doppelpack gegen den SV Oberwart in Runde 2 – beisteuerte.
In der Winterpause der Saison 2003/04 folgte Katzlers Wechsel innerhalb der Liga zum ASK Kottingbrunn, bei dem er bis zum Saisonende auf 14 Ligaspiele und vier -tore kam. Der Klub aus Kottingbrunn rangierte in der Endtabelle auf Rang 6 und hatte nur vier Zähler Rückstand auf Vizemeister Parndorf. Unter Rupert Marko schaffte es der Rechtsfuß spätestens ab der darauffolgenden Spielzeit sich als einer der torgefährlichsten Stürmer der Liga zu etablieren. Mit 13 Toren, die er bei seinen 28 Meisterschaftseinsätzen erzielte, war er der torgefährlichste Spieler seines Vereins in dieser Saison und rangierte er in der ligaweiten Torschützenliste unter den Top 10. Mit zehn erhaltenen gelben Karten rangierte er auch in dieser Statistik unter den zehn am öftesten verwarnten Akteuren in dieser Spielzeit. Während er mit der Mannschaft im Österreichischen Fußball-Cup 2004/05 bereits frühzeitig in der ersten Runde gegen die Spielgemeinschaft SK St. Magdalena/ASKÖ Pasching II ausschied, brachte er es mit dem Team in der Liga auf den vierten Tabellenrang.

### Kurzzeitig Rückkehr in den Profifußball mit Parndorf
Zur Saison 2005/06 wechselte Katzler innerhalb der Liga zum SC-ESV Parndorf 1919, bei dem er vorrangig im defensiven Mittelfeld Verwendung fand. Dort traf er unter anderem auf seinen jüngeren Bruder Mario (* 1984), der dort seit der Winterpause 2003/04 unter Vertrag stand. Von Peter Herglotz und dem ihm ab August 2005 nachfolgenden Kurt Garger wurde der Ältere der beiden Katzler-Brüder von Saisonbeginn als Stammspieler eingesetzt und brachte es bei 27 Ligaauftritten auf drei -treffer. In der letzten Meisterschaftsrunde sicherte er sich mit den Burgenländern den Meistertitel in der Regionalliga Ost und damit den in der Vereinsgeschichte erstmaligen Aufstieg in den österreichischen Profifußball. Nach dem Aufstieg blieb Katzler eine Stammkraft und kam als solche auf eine Bilanz von drei Toren und einem Assist bei 29 Meisterschaftseinsätzen. Die wenigen Spiele, die er in dieser Spielzeit verpasste, waren zumeist aufgrund von Gelb- oder Gelb-Rot-Sperren. Bis zuletzt war er mit der Mannschaft in den Abstiegskampf involviert, schaffte es mit dem Team am Saisonende jedoch auf den neunten Platz. Im ÖFB-Cup 2006/07 kamen die Parndorfer nicht über die erste Runde hinaus.

### Weitere Karriere in der Ostliga
Ende Mai 2007 unterschrieb Katzler einen Einjahresvertrag beim Wiener Sportklub, zu dem zu dieser Zeit mit Christian Schandl auch ein alter Weggefährte Katzlers wechselte. Beim Sportklub nahm er die Position des zur Admira wechselnden Franz Königshofer ein, konnte sich jedoch nicht wirklich durchsetzen und wurde von Peter Schöttel nur sehr unregelmäßig eingesetzt. Oftmals wurde er bis zur Winterpause nur als Ersatzspieler eingesetzt oder stand des Öfteren auch gar nicht im Kader. Erst in den letzten Meisterschaftsrunden vor Saisonende stand Katzler regelmäßiger und immer wieder auch über die volle Spieldauer am Rasen. Am Ende der Meisterschaft hatte er 17 Ligaauftritte zu Buche stehen. Mit dem Sportklub erreichte er im Endklassement den vierten Platz; sein auslaufender Vertrag wurde nicht verlängert.
Innerhalb der Liga tat sich für ihn jedoch ein Wechsel zum SV Horn auf, wo er auf seinen einstigen Trainer Rupert Marko traf. Der gebürtige Steirer setzte ihn als Stammspieler ein, sodass er am Saisonende auf 22 Ligaspiele zurückblicken konnte. Im März 2009 verpasste er verletzungsbedingt zwei Partien und fiel nach einer weiteren Verletzung, die er sich am 26. April 2009 bei einem 0:0-Auswärtsremis gegen den SC Neusiedl am See zugezogen hatte, für die restliche Saison aus. Mit den Hornern, die über den Großteil der Spielzeit Tabellenführer gewesen waren, rangierte er im Endklassement mit drei Punkten Rückstand auf den First Vienna FC auf dem zweiten Platz. Im ÖFB-Cup 2008/09 scheiterte er mit dem amtierenden Pokalsieger im Achtelfinale gegen den Bundesligisten Sturm Graz. Danach gehörte er nur mehr bis zur Winterpause 2009/10 den Waldviertlern an, kam dabei in 13 Ligapartien zum Einsatz und wechselte in weiterer Folge eine Spielklasse tiefer zum USC Wallern mit Spielbetrieb in der viertklassigen Burgenlandliga. Mit dem Klub aus Wallern im Burgenland rangierte er in der teilweise recht dicht gestaffelten Endtabelle auf Rang 11 und war selbst bis zu diesem Zeitpunkt in zwölf Meisterschaftsspielen (drei Tore) eingesetzt worden.
Gleich im Anschluss kehrte Katzler wieder in die Regionalliga Ost zurück, wo er sich dem 1. SC Sollenau anschloss und hinter Mannschaftskapitän Christoph Knaller rasch zum Vize-Kapitän der Mannschaft aufstieg. Als Führungsspieler verpasste er aufgrund zweier Gelbsperren – insgesamt hatte er es in dieser Saison auf zwölf gelbe Karten gebracht – lediglich zwei Meisterschaftsspiele und rangierte mit dem Klub am Saisonende auf dem vierten Tabellenplatz. Hinzu kamen drei Einsätze im österreichischen Fußballpokal 2010/11, in dem es die Sollenauer bis in die zweite Runde brachten und in dieser mit 2:4 gegen den LASK ausschieden. Verhältnismäßig torgefährlich agierte er in der nachfolgenden Spielzeit 2011/12, als er bei 26 Spielen in der Liga auf fünf Treffer kam und die Saison mit dem Klub aus dem Industrieviertel in der recht dicht gestaffelten Endtabelle auf dem achten Tabellenplatz beendete. Im ÖFB-Cup 2011/12 scheiterte er mit der Mannschaft in Runde 1 am SAK Klagenfurt.
Der auf verschiedenen Defensivpositionen eingesetzte Katzler fungierte im Laufe der Saison 2012/13 sogar kurzzeitig als Kapitän und wurde im Frühjahr 2013 zusammen mit Knaller suspendiert, nachdem die beiden Kapitäne an einer Revolte von 15 Spielern gegen den damaligen Trainer Thomas Eidler beteiligt gewesen waren. Eidler wurde in weiterer Folge nach der Abstimmung der 15 Spieler vom Verein entlassen, wobei die Vereinsführung unter Christian Gruber auch den Spielern mit Konsequenzen gedroht hatte. Rund drei Wochen nach der Revolte wurden Knaller und Katzler mit sofortiger Wirkung suspendiert, weil sie laut Vereinsführung ihren Führungspflichten nicht nachgekommen seien und die Aktionen gegen den Trainer nicht unterbunden hätten. Dem Duo wurde vom Verein angeboten, weiterhin im Verein zu trainieren, jedoch nicht zusammen mit der Mannschaft. Zum Saisonende erfolgte ein großer Umbruch im Verein.

### Wechsel in die Wiener Stadtliga und Karriereausklang in Niederösterreich
Während es für Christoph Knaller zum SV Stripfing in die sechstklassige Gebietsliga Nord/Nordwest ging, wechselte Philipp Katzler im Sommer 2013 zum Wiener Stadtligaklub FC Stadlau, bei dem sein Vater Wolfgang (* 1959) zu dieser Zeit als Co-Trainer tätig war. Beim neuen Klub wurde er von Beginn an von Erwin Cseh und seinem Vater als Stammkraft im Offensivbereich eingesetzt und kam so im Laufe der Spielzeit 2013/14 auf sechs Tore bei 21 Auftritten in der Viertklassigkeit. Verletzungsbedingt verpasste er einige Meisterschaftsspiele. Mit zwölf Punkten Rückstand auf den SR Donaufeld Wien wurde der Rechtsfuß mit der Mannschaft aus dem 22. Wiener Gemeindebezirk Vizemeister der Wiener Stadtliga. Den anschließenden Aufstieg der Donaustädter in der Spielzeit 2014/15 verpasste Katzler, da er bereits zur Sommerpause vor der Saison zwei Spielklassen tiefer und in ein anderes Bundesland wechselte.
In der niederösterreichischen Gebietsliga Süd/Südost schloss er sich dem ASK Mannersdorf an und agierte in der Saison 2014/15 äußerst torgefährlich, sodass er bei all seinen 39 Einsätzen in dieser Saison (24 Liga- und 15 Freundschaftsspiele) zu 17 Treffern kam, darunter sechs in der Meisterschaft. Im Endklassement belegte er mit dem Team den achten Platz und damit einen Rang im Tabellenmittelfeld. Erfolgreicher erging es ihm 2015/16, als er in 22 Meisterschaftsspielen für den Verein drei Tore beisteuerte und diese Saison unter seinem Ex-Sollenau-Trainer Thomas Eidler mit neun Punkten Vorsprung auf den nächsten Verfolger, den SC Schwarzenbach, auf dem ersten Tabellenplatz abschloss. Im Kader war er neben Spielern wie Joachim Parapatits, Thomas Bernscherer, Andrej Hodek oder Dragan Dimić nur einer von mehreren Akteuren mit Profivergangenheit.
Nach dem Aufstieg in die fünftklassige 2. Landesliga Ost wurde er von Eidler auch weiterhin als Stammspieler eingesetzt, war aber im Herbstdurchgang wesentlich aktiver, nachdem er sich in der Wintervorbereitung verletzt hatte und erst ab Mai 2017 wieder langsam in die Mannschaft fand. Am Ende hatte er es auf 17 Ligaspiele und zwei -tore gebracht und hatte mit Mannersdorf zudem den Einzug ins Halbfinale des niederösterreichischer Fußballpokals geschafft. Die Liga wurde auf dem vierten Rang beendet. Nachdem wenige Wochen zuvor bereits der Slowake Andrej Hodek seinen Abgang bekanntgegeben hatte, gab auch Katzler Anfang Dezember 2017 seinen Rücktritt beim ASK Mannersdorf bekannt. Bis dahin hatte er es im Herbst auf elf Meisterschaftsauftritte gebracht, hatte stets mit Verletzungen zu kämpfen und war zuletzt nur mehr als Ersatzspieler zum Einsatz gekommen.
Die restliche Saison beendete er im Burgenland beim SC Gattendorf in der fünftklassigen II. Liga Nord, in der er jedoch auch nicht immer als Stammkraft fungierte, sondern auch immer wieder nur als Einwechselspieler Verwendung fand. Bis zum Saisonende 2016/17 hatte er es für die Gattendorfer auf sieben Einsätze in der Liga und dabei auf zwei Treffer gebracht. Nur sehr knapp erreichte die Mannschaft den Klassenerhalt. In der darauffolgenden Spielzeit 2018/19 kam der durch seine diversen Verletzungen der Vergangenheit angeschlagene Katzler ähnlich zum Einsatz. Mal wurde er von Beginn an und über die volle Spieldauer eingesetzt; an anderen Tagen brachte er es als Einwechselspieler nur zu wenigen Einsatzminuten. Nachdem er im Herbstdurchgang auf sieben Meisterschaftsspiele und vier -tore gekommen war, beendete er mit 37 Jahren seine Karriere als Aktiver. Für Mannersdorf war er von 2017 bis 2020 auch noch regelmäßig in der Reservemannschaft zum Einsatz gekommen.

## Nationalmannschaftskarriere
Während seiner Zeit im Nachwuchs bzw. der Amateurmannschaft des FK Austria Wien schaffte es Katzler um das Jahr 2001 in die zur damaligen Zeit von Willibald Ruttensteiner trainierte österreichische U-21-Nationalmannschaft, mit der er an der Qualifikation zur U-21-Europameisterschaft 2002 teilnahm. In der Gruppe 7 scheiterten die Österreich an der übermächtigen Konkurrenz. Seinen letzten nachweisbaren U-21-Länderspieleinsatz hatte Katzler am 16. April 2002 bei einem 3:3-Remis gegen Irland in einem Freundschaftsspiel in Kindberg. Danach wurde er im Februar 2003 ein letztes Mal auf Abruf in den U-21-Nationalkader geholt.

## Trainerkarriere
Nachdem Katzler am Ende seiner aktiven Laufbahn verletzungsbedingt kaum noch zu Einsätzen gekommen war, wurde er im November 2018 von Christian Zerzan, dem Trainer des ASK Mannersdorf, als Co-Trainer in den Betreuerstab geholt. In dieser Zeit wurde er im Frühjahr 2019 in zwei Spielen für wenige Einsatzminuten aufs Spielfeld geholt und feierte am Ende mit der Mannschaft den Meistertitel in der 2. Landesliga Ost und den Aufstieg in die 1. NÖN-Landesliga. In ebendieser absolvierte er am 4. Oktober 2019 seinen letzten Pflichtspieleinsatz als Aktiver, als er bei einem Meisterschaftsspiel gegen die SKN St. Pölten Juniors zu einem Kurzeinsatz kam.
Nach seinem Karriereende als Aktiver war Katzler ab Sommer 2020 als Trainer der Reservemannschaft des ASV Vösendorf tätig und übte diese Tätigkeit bis zur Winterpause 2021/22 aus. Nebenbei fungierte er auch rund zwei Spielzeiten als Co-Trainer der Kampfmannschaft mit Spielbetrieb in der fünftklassigen 2. Landesliga Ost, in der er mit der Mannschaft am Ende der Spielzeit 2021/22 mit zwölf Punkten Rückstand auf den SV Gloggnitz Vizemeister wurde. Zusätzlich war er im Verein auch noch über zwei Saisonen hinweg auf Funktionärsebene tätig.

## Erfolge
mit dem SV Horn
- 1× Vizemeister der Regionalliga Ost: 2008/09

mit dem FC Stadlau
- 1× Vizemeister der Wiener Stadtliga: 2013/14

mit dem ASK Mannersdorf
- 1× Meister der Gebietsliga Süd/Südost und Aufstieg in die 2. Landesliga Ost: 2015/16
- 1× Meister der 2. Landesliga Ost und Aufstieg in die 1. NÖN-Landesliga: 2018/19

## Berufslaufbahn
Seit Sommer 2016 ist Katzler Bezirksleiter und Sales Representative bei Imperial Tobacco in Österreich. Davor war er als Key-Account-Manager bei der ALD Automotive Fuhrparkmanagement und Leasing GmbH (spätere LeasePlan Österreich Fuhrparkmanagement GmbH) mit Sitz in Wien beschäftigt.